# Buri (São Paulo)
Pour les articles homonymes, voir Buri (homonymie).
Buri est une municipalité brésilienne de l'État de São Paulo et de la Microrégion d'Itapeva.

## Histoire
En 1782, Luiz Inacio Xavier et sa famille ont fondé un petit village sur la rivière Apiaí Guaçu qui servait d'auberge pour les voyageurs qui venaient du sud du Brésil, à destination de la ville de Sorocaba. Le 18 novembre, 1895, la ville fut nommée Porto de Apiaí. Le nom, dérivé du mot buriti (Aguaje en français), une espèce de palmiers abondante dans la région, est devenu le nom officiel le 20 novembre 1907.

## Démographie
| Évolution de la population (municipalité) | Évolution de la population (municipalité) | Évolution de la population (municipalité) | Évolution de la population (municipalité) |
| Année                                     | Population                                |                                           | %±                                        |
| ----------------------------------------- | ----------------------------------------- | ----------------------------------------- | ----------------------------------------- |
| 1940                                      | 8 353                                     |                                           | —                                         |
| 1950                                      | 7 460                                     |                                           | −10,7%                                    |
| 1960                                      | 8 848                                     |                                           | 18,6%                                     |
| 1970                                      | 8 976                                     |                                           | 1,4%                                      |
| 1980                                      | 11 622                                    |                                           | 29,5%                                     |
| 1991                                      | 14 325                                    |                                           | 23,3%                                     |
| 2000                                      | 17 629                                    |                                           | 23,1%                                     |
| 2010                                      | 18 563                                    |                                           | 5,3%                                      |
| 2022                                      | 20 250                                    |                                           | 9,1%                                      |
| ,                                         |                                           |                                           |                                           |